# Jollas paranacito
Jollas paranacito är en spindelart som beskrevs av Galiano 1991. Jollas paranacito ingår i släktet Jollas och familjen hoppspindlar. Inga underarter finns listade i Catalogue of Life.